# Panamerikanische Spiele 2019/Squash
Bei den Panamerikanischen Spielen 2019 in Lima fanden vom 25. bis 31. Juli 2019 im Squash sieben Wettbewerbe statt. Austragungsort war die Villa Deportiva Nacional (VIDENA).
Für die Wettbewerbe hatten sich insgesamt 13 Nationen qualifiziert. Neben den Gastgebern Peru qualifizierten sich bei den Herren die elf besten und bei den Damen die sieben besten Nationen der Squash-Panamerikameisterschaften 2018.

## Wettbewerbe und Zeitplan
Insgesamt sieben Wettbewerbe wurden im Rahmen der Spiele im Squashsport ausgetragen. Dazu zählten die jeweiligen Einzel- und Doppelkonkurrenzen sowie je ein Mannschaftswettbewerb der Damen und Herren und ein Mixed. Die Wettbewerbe im Einzel fanden vom 25. bis 27. Juli, die Doppel- und Mixedwettbewerbe vom 25. bis 28. Juli und die Mannschaftswettbewerbe vom 28. bis 31. Juli statt.
| G | Gruppenphase | 1R | Erste Runde | ⅛ | Achtelfinale | ¼ | Viertelfinale | ½ | Halbfinale | F | Finale |

| Datum → Wettbewerb ↓ | Do. 25. | Do. 25. | Fr. 26. | Fr. 26. | Sa. 27. | Sa. 27. | So. 28. | So. 28. | Mo. 29. | Mo. 29. | Di. 30. | Di. 30. | Mi. 31. | Mi. 31. |
| -------------------- | ------- | ------- | ------- | ------- | ------- | ------- | ------- | ------- | ------- | ------- | ------- | ------- | ------- | ------- |
| Herreneinzel         | 1R      | ⅛       | ¼       | ¼       | ½       | F       |         |         |         |         |         |         |         |         |
| Herrendoppel         | 1R      | 1R      | ¼       | ¼       | ½       | ½       | F       | F       |         |         |         |         |         |         |
| Herrenmannschaft     |         |         |         |         |         |         | G       | G       | G       | G       | ¼       | ¼       | ½       | F       |
| Dameneinzel          | 1R      | ¼       |         |         | ½       | F       |         |         |         |         |         |         |         |         |
| Damendoppel          |         |         | ¼       | ¼       | ½       | ½       | F       | F       |         |         |         |         |         |         |
| Damenmannschaft      |         |         |         |         |         |         | G       | G       | G       | G       | ¼       | ¼       | ½       | F       |
| Mixed                | ¼       | ¼       |         |         | ½       | ½       | F       | F       |         |         |         |         |         |         |

## Einzel

### Herren
| Platz | Land               | Spieler                         |
| ----- | ------------------ | ------------------------------- |
| 1     | Peru               | Diego Elías                     |
| 2     | Kolumbien          | Miguel Ángel Rodríguez          |
| 3     | Argentinien Mexiko | Robertino Pezzota César Salazar |

### Damen
| Platz | Land               | Spielerin                        |
| ----- | ------------------ | -------------------------------- |
| 1     | Vereinigte Staaten | Amanda Sobhy                     |
| 2     | Vereinigte Staaten | Olivia Blatchford Clyne          |
| 3     | Kanada             | Samantha Cornett Hollie Naughton |

## Doppel

### Herren
| Platz | Land               | Spieler                                                  |
| ----- | ------------------ | -------------------------------------------------------- |
| 1     | Vereinigte Staaten | Chris Hanson Todd Harrity                                |
| 2     | Kanada             | Nick Sachvie Shawn Delierre                              |
| 3     | Mexiko Peru        | Arturo Salazar César Salazar Alonso Escudero Diego Elías |

### Damen
| Platz | Land               | Spielerinnen                                        |
| ----- | ------------------ | --------------------------------------------------- |
| 1     | Vereinigte Staaten | Amanda Sobhy Sabrina Sobhy                          |
| 2     | Kanada             | Danielle Letourneau Samantha Cornett                |
| 3     | Kolumbien Chile    | Laura Tovar María Tovar Anita Pinto Giselle Delgado |

### Mixed
| Platz | Land                      | Spieler                                                               |
| ----- | ------------------------- | --------------------------------------------------------------------- |
| 1     | Kolumbien                 | Catalina Peláez Miguel Ángel Rodríguez                                |
| 2     | Mexiko                    | Diana García Alfredo Ávila                                            |
| 3     | Vereinigte Staaten Kanada | Olivia Blatchford Clyne Andrew Douglas Hollie Naughton Andrew Schnell |

## Mannschaft

### Herren
| Platz | Land               | Spieler                                                                               |
| ----- | ------------------ | ------------------------------------------------------------------------------------- |
| 1     | Vereinigte Staaten | Todd Harrity Chris Hanson Andrew Douglas                                              |
| 2     | Kolumbien          | Miguel Ángel Rodríguez Juan Vargas Andrés Herrera                                     |
| 3     | Kanada Mexiko      | Shawn Delierre Nick Sachvie Andrew Schnell César Salazar Arturo Salazar Alfredo Ávila |

### Damen
| Platz | Land               | Spielerinnen                                                                            |
| ----- | ------------------ | --------------------------------------------------------------------------------------- |
| 1     | Vereinigte Staaten | Amanda Sobhy Olivia Blatchford Clyne Sabrina Sobhy                                      |
| 2     | Kanada             | Hollie Naughton Samantha Cornett Danielle Letourneau                                    |
| 3     | Kolumbien Mexiko   | Catalina Peláez Laura Tovar María Tovar Diana García Dina Anguiano Gómez Samantha Terán |

## Medaillenspiegel
| Platz  | Land               | Gold | Silber | Bronze | Gesamt |
| ------ | ------------------ | ---- | ------ | ------ | ------ |
| 01     | Vereinigte Staaten | 5    | 1      | 1      | 7      |
| 02     | Kolumbien          | 1    | 2      | 2      | 5      |
| 03     | Peru               | 1    | —      | 1      | 2      |
| 04     | Kanada             | —    | 3      | 4      | 7      |
| 05     | Mexiko             | —    | 1      | 4      | 5      |
| 06     | Argentinien        | —    | —      | 1      | 1      |
| 06     | Chile              | —    | —      | 1      | 1      |
| Gesamt | Gesamt             | 7    | 7      | 14     | 28     |